# Crataerina debilis
Crataerina debilis är en tvåvingeart som beskrevs av Maa 1975. Crataerina debilis ingår i släktet Crataerina och familjen lusflugor.
Artens utbredningsområde är Bhutan. Inga underarter finns listade i Catalogue of Life.